# Terra di Lauenburg e Bütow

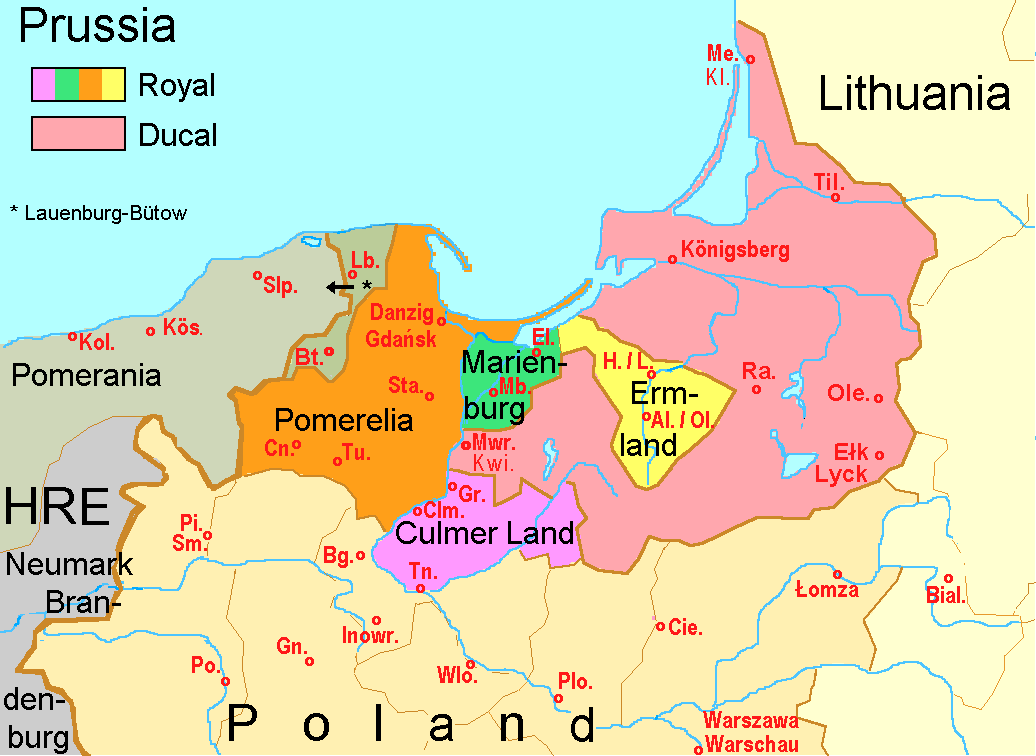
I distretti pomereliani di Lauenburg e Bütow, identificati da Lb. e Bt., assoggettati ai duchi della Pomerania (nel 1526)

La Terra di Lauenburg e Bütow (in tedesco Länder o Lande Lauenburg und Bütow, in polacco Ziemia lęborsko-bytowska) costituì una regione storica della Pomerania orientale. Composta da due distretti incentrati intorno alle città di Lauenburg (oggi Lębork) e Bütow (Bytów), costituiva la periferia occidentale della Pomerelia. La terra fa oggi parte del voivodato della Pomerania, in Polonia.

## Storia
Nei secoli XII e XIII l'area ad est del fiume Łeba era nella periferia ovest del Ducato di Pomerelia, governato dalla dinastia dei Samboridi come vassalli del Regno di Polonia, distinto dal vicino Ducato di Pomerelia che nel 1181 era divenuto stato imperiale. Dopo la sconfitta del Regno di Danimarca nella battaglia di Bornhöved, il duca pomereliano Swietopelk II di Pomerania acquisì a Danzica la Terra di Schlawe e Stolp, un ex possedimento dei duchi pomerani, e si dichiarò dux Pomeranorum indipendente nel suo territorio ingrandito (Pomorze Gdańskie).

### Ordine Teutonico
La casata dei Samboridi si estinse alla morte del figlio di Swietopelk, Mestwin II, nel 1294, e scoppiò una contesa riguardo alla Marca di Brandeburgo Imperiale, riferendosi al trattato di Arnswalde del 1267, e la Polonia insistette sulla sua sovranità sulla Pomerelia. Nel successivo conflitto armato, il duca polacco Ladislao I chiese il supporto dei Cavalieri Teutonici, che portò alla presa di Danzica nel 1308. Non considerando le ragioni polacche, lo Stato Monastico dei Cavalieri Teutonici siglò il trattato di Soldin con il Brandeburgo, dopo di che i Cavalieri annessero tutte le terre della Pomerelia, incluso Lauenburg e Bütow, mentre le terre adiacenti di Schlawe e Stolp rimasero con gli Ascanidi e furono riacquisite dai duchi di Pomerania nel 1316 (poi chiamate Pomerania-Stolp). I duchi Greifen acquisirono nel 1317 l'area di Bütow, che fu rivenduta ai Cavalieri nel 1329.
Dopo aver ripagato i margravi di Brandeburgo, i Cavalieri integrarono le terre pomereliane nel loro stato monastico, con la Terra di Lauenburg e Bütow che costituiva il confine occidentale con il Ducato di Pomerania. I Cavalieri invitarono abitanti tedeschi (Ostsiedlung) e fondarono le città di Lauenburg e Bütow a cui fu garantita la legge di Kulm nel 1341 e nel 1346 rispettivamente. Lauenburg, come Leba, si unì nel 1454 alla rivolta contro la Confederazione prussiana, che portò alla guerra dei tredici anni tra la Polonia e lo Stato Monastico.

### Duchi di Pomerania
Nel 1455 la Polonia promise la Terra di Lauenburg e Bütow al duca Eric II di Pomerania-Wolgast in cambio del suo sostegno, ma le città erano ancora in mano alle truppe dei Cavalieri. Quando la sconfitta dell'Ordine e la Pace di Toruń posero fine alla guerra nel 1466, le truppe furono mandate via e il re Casimiro IV di Polonia riassegnò le città ai Greifen, mentre il resto della Pomerelia divenne parte della Prussia Reale. La disputa ebbe fine nel 1526, quando il re Casimiro IV di Polonia assegnò la regione come feudo ("libere a servitio et a iuramento") al duca Giorgio I di Pomerania. L'unica condizione era che i duchi dovevano inviare un emissario alle incoronazioni dei successori di Sigismondo, che avrebbero riconfermato ai duchi il feudo.

### La Polonia e il Brandenburgo-Prussia
Dopo la morte senza eredi dell'ultimo duca Greifen, Boghislao XIV di Pomerania, nel 1637 la terra tornò a essere una ziemia della Corona del Regno di Polonia, e nel 1641 divenne parte del Voivodato di Pomerania della Confederazione Polacco-Lituana. Mentre la Riforma protestante era stata agevolata dai duchi pomerani, i polacchi intrapresero azioni per riottenere l'area per la Chiesa cattolica. Dopo il trattato di Bromberg del 1657 modificò il precedente trattato di Wehlau e assegnò l'area alla dinastia Hohenzollern del Brandeburgo-Prussia in cambio del loro aiuto contro l'Impero svedese nella guerra polacco-svedese, con le stesse condizioni di favore di cui avevano goduto i Greifen in precedenza. Gli Hohenzollern acquisirono anche le terre adiacenti della Pomerania Orientale all'estinzione della linea di successione e dal 1618 ebbero anche il Ducato di Prussia in unione personale.
Lauenburg-Bütow fu un territorio polacco fino alla prima spartizione della Polonia nel 1772. Il re Federico II di Prussia aveva incorporato il territorio l'anno precedente e il successivo trattato di Varsavia del 1773 annullò la condizione. Dal 1772 in avanti l'area fu unita alle terre pomereliane della Prussia Occidentale, ma nel 1777 Lauenburg e Bütow furono infine integrate nella provincia prussiana della Pomerania Orientale, e dopo le guerre napoleoniche fu parte della più grande Provincia della Pomerania. Nel 1846 fu divisa in due Landkreise, Lauenburg e Bütow, entrambi parte del Regierungsbezirk di Köslin.
Mentre la maggior parte delle terre pomereliane annesse dalla Prussia furono restituite alla Seconda Repubblica di Polonia dopo la prima guerra mondiale secondo il trattato di Versailles, Lauenburg e Bütow rimasero nella provincia prussiana della Pomerania fino al 1945. Secondo gli Accordi di Potsdam dopo la seconda guerra mondiale, la regione fu assegnata alla Polonia.

## Fonti
Letteratura
- Roderich Schmidt, Die Lande Lauenburg und Bütow in ihrer wechselnden Zugehörigkeit zum Deutschen Orden, zu Pommern und Polen und zu Brandenburg-Preußen (The Lauenburg and Bütow Lands in their varying  Affiliations to the State of the Teutonic Order, to Pomerania and Poland as well as to Brandenburg-Prussia. In Dietmar Willoweit and Hans Lemberg (eds.), Reiche und Territorien in Ostmitteleuropa (Empires and Territories in East Central Europe), Oldenbourg, Munich 2006, ISBN 978-3-486-57839-3, pp. 63–106 (in German, limited online preview)
- Ellinor von Puttkamer, Die Lande Lauenburg und Bütow – internationales Grenzgebiet. In Baltische Studien, 62, N.F., 1976, ISSN 0067-3099 (WC · ACNP), pp. 7-22.
- R. Cramer, Geschichte der Lande Lauenburg und Bütow, vol. 1: Geschichte, vol. II: Urkunden. Königsberg 1858.